# 摩根冰原島峰
75°22′S 70°35′W / 75.367°S 70.583°W
摩根冰原島峰（英語：Morgan Nunataks），是南極洲的冰原島峰，位於帕爾默地，屬於斯威尼山脈的一部分，由美國探險隊發現，美國地質調查局根據測量和該國海軍的空中照片繪入地圖，現時由南極條約體系管理。